# Carmen Salcedo
Carmen Salcedo é um distrito do Peru, região de Aiacucho, província de Lucanas.

## Transporte
O distrito de Carmen Salcedo é servido pela seguinte rodovia:
- AY-109, que liga a cidade de Canaria ao distrito de Puquio
- PE-32A, que liga o distrito de Chiara à cidade de Puquio[1][2][3]